# Перший Новомосковський благочинницький округ Дніпропетровської єпархії УПЦ (МП)
Перший Новомосковський благочинницький округ належить Дніпропетровській єпархії УПЦ московського патріархату. Благочиння охоплює 21 церковних громад єпархії в у колишньому Новомосковському районі та місті Новомосковську Дніпропетровської області.

## Історія
Давня історія церкви східного обряду на багатодюдному і природно багатому Посамар'ї. Тут селилися ченці у козацькому Самарському монастирі. Новомосковськ в старовину називався Самара (давнє бродницько-половицьке місто Самарь, через перетворення на Богородицьку фортецю московського війська у 1688 році було перенесено зі старого місця у Нову Самару та Піщану Самару), Самарчук і Самарчик, Новоселиця і Новоселівка (що вказує на переселення зі старої Самарі). Самара була головним поселенням східного Запоріжжя, а Самарська Свято-Троїцька церква за старовинністю перевершувала багато запорізьких церков.
За бажанням Запорізького Коша у 1760 року в Самарі засновано Старокодацьке запорізьке духовне намісницьке правління. Головний священик самарської Свято-Троїцької церкви Григорій Порохня призначений Київським Митрополитом чином Хрестового Намісника. Тоді було 6 службових священиків. Близько 1771 в зв'язку зі збільшенням кількості населення Старокодацьке хрестове намісництво змушене було просити Київського Митрополита Преосвященного Гавриїла, призначити 7-го священика.
Згодом Свято-Троїцький собор спорохнявіла й не була спроможна вміщувати зростаюче населення Самари, тому Самарський полковник, козацька старшина та парафіяни вирішили побудувати новий, трьохпрестольний храм. 21 травня 1774 року духовне Правління запорізького Старокодацького хрестового намісництва просило у Київського Митрополита дозвіл на будівництво нової церкви. 2 червня 1775 року освячено місце і закладено храм. 1777 року було закінчено сучасний дерев'яний Свято-Троїцький собор.
25 травня 1781 року засновано Новомосковське благочиння з центром колишньому першому Катеринославі (Кільченському), що з перенесенням міста на пагорб правого берегу Дніпра у Половицю перейменовано на Новомосковськ з кафедрою у Духівському соборі колишнього Катеринослава (тепер східна околиця Самарівки) з протопопом Олексієм Хандалеєвим на чолі. Через малу кількість храмів і парафіяльних дворів 14 червня 1787 року Новомосковське духовне правління об'єднано з Павлоградським, а першоприсутній протоієрей Олексій Хандалеєв переведений до Павлограду. У 1790 році за благословіння Преосвященного архієпископа Амвросія Правління переведено в Самарський Миколаївський монастир, а пізніше — в містечко Новоселиця Новомосковського повіту. На 1793 рік у Новомосковську та у Новомосковському повіті налічувалося 30 храмів і 87 священнослуителів. У серпні 1798 року від Новомосковського благочиння відокремлено Павлоградське благочиння з центром у Павлограді на чолі з протоієреєм Василем Башинським, який був переведений на посаду після закриття Донецького духовного Правління був переведений з Донецька (до 1817 року місто Слов'яносербськ). У 19 сторіччі зі стрімким зростанням населення у благочинні будувалося багато храмів.
Через більшовицьку політику у Новомосковському благочинні на кінець радянської доби залишилося лише 2 діючі храми: Свято-Покровський храм на Кулебівці у Новомосковську та Свято-Успенський у селі Голубівка.
1989 року у Свято-Троїцькому соборі в Новомосковську, де за радянської влади працював музей, відновилися богослужіння священників Російської православної церкви Московського Патріархату.
На грудень 2006 року у Новомосковському благочинні було відкрито 42 парафії, тому її було розділено на Перший і Другий Новомосковські благочиннецькі округи.

## Храми першого Новомосковського благочинницького округу

### У місті Новомосковську
- Свято-Троїцький собор з прибудовами на честь святих першоверховних апостолів Петра і Павла, Трьох святителів і храмом-Хрестильний в честь 2000-річчя Різдва Христового, площа Соборна, 1;
- Свято-Миколаївський пустельний Самарський чоловічий монастир;
- Храм Святого Архистратига Божого Михаїла, Животилівка, вул. Плеханова, 3;
- Храм Сорока мучеників Севастійських, вул. Центральна, 20;
- Храм Святих Жон-мироносиць, Решетилівський Кут;
- Храм ікони Божої Матері «Лікувальниця», вул. Лікарняна, 1, на території міської лікарні;
- Храм Святителя і сповідника Луки (Войно-Ясенецького), вул. Гетьманська, 238, на території ЦРБ Новомосковського району.

### Поселення Новомосковського району
- Село Спаське. Свято-Покровський храм, вул. Покровська, 2;
- Село Хуторо-Губиниха. Свято-Троїцький храм, вул. Партизанська, 1;
- Село Мар'янівка. Храм Святих Рівноапостольних Кирила і Мефодія;
- Село Хащеве. Свято-Пантелеймонівський храм, вул. Робітнича, 7-В;
- Смт Черкаське. Храм Святого мученика Іоанна Воїна;
- Смт Гвардійське. Храм преподобного Серафима Саровського;
- Село Орлівщина. Свято-Покровський храм, вул. Покровська, 1-Г;
- Селище Меліоративне. Собор Дванадцяти Святих Апостолів, вул. Дачна, 8-А;
- Село Піщанка. Храм Святого Архистратига Божого Михаїла, вул. Центральна, 8;
- Село Знаменівка. Свято-Знаменський храм, вул. Центральна;
- Село Новотроїцьке. Курорт «Солоний лиман». Храм ікони Божої Матері «Живоносне джерело», вул. Герасименка, 75-Б;
- Село Новоселівка. Храм Святого Архангела Гавриїла;
- Село Ягідне. Храм ікони Божої Матері «Володимирської», вул. Шкільна, 28;
- Село Підпільне. Свято-Троїцький храм.